# Elias Sarkis

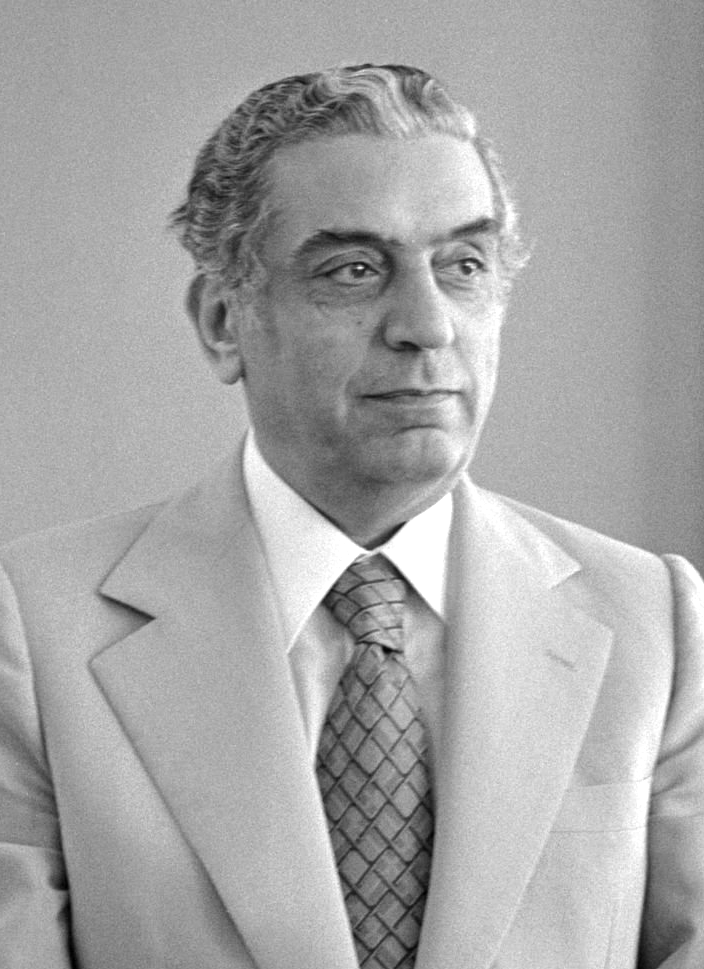
Elias Sarkis (1976)

Elias Sarkis (arabisch إلياس سركيس Ilyās Sarkīs; * 20. Juli 1924 in Schabbaniah; † 27. Juni 1985) war Präsident des Libanon von 1976 bis 1982.

## Leben
Der maronitische Christ wurde als Sohn eines Gendarmeriebeamten in Schabbaniah geboren und schloss sein Studium der Rechtswissenschaften an der von Jesuiten geleiteten Université Saint-Joseph von Beirut im Jahre 1948 ab. Er trat 1953 in das juristische Korps ein und wurde während der Regierung von Präsident Fuad Schihab zum juristischen Direktor des Präsidialamtes in Baabda ernannt, das die Reform- und Ausgleichspolitik des Schihabismus umsetzte. Im Jahre 1962 wurde er Generaldirektor für präsidiale Angelegenheiten, also Direktor des Präsidialamtes. Nach der Bankenkrise des Jahres 1968 wurde Sarkis zum Gouverneur der Zentralbank, der Banque du Liban ernannt.
Sarkis kandidierte 1970 als Schihabs Schützling für das Präsidentenamt und sein Sieg war erwartet worden, aber aufgrund einer Meinungsänderung von mehreren Abgeordneten der Nationalversammlung unter der Führung von Kamal Dschumblat (Joumblatt), dem drusischen Chef der Sozialistischen Fortschrittspartei, wurde er von Suleiman Frangieh mit einer Stimme Vorsprung geschlagen. Sarkis wurde allerdings am 8. Mai 1976 zum Präsidenten gewählt, als der libanesische Bürgerkrieg tobte. Da die Streitkräfte Syriens auf Ersuchen Frangiehs und mit einem Mandat der Arabischen Liga zwei Drittel des Landes besetzt hielten und der größte Teil des Restes von Milizen kontrolliert wurde, war seine Macht sehr begrenzt. Direkt vor dem Ende seiner Präsidentschaft im Jahre 1982 marschierte Israel in den südlichen Libanon ein und rückte unter dem Kommando von Ariel Sharon bis in die Außenbezirke Beiruts vor.
Sarkis wurde abgelöst durch den am 21. August 1982 von einem Rumpfparlament unter israelischer Aufsicht gewählten Milizführer Bachir Gemayel von der rechtsgerichteten christlichen Falange-Partei (Kataeb), der neun Tage vor seiner geplanten Amtsübernahme einem Attentat auf das Beiruter Falange-Hauptquartier zum Opfer fiel. Dessen älterer Bruder Amine Gemayel wurde nachfolgend zum Präsidenten gewählt, und Sarkis übergab die Amtsgeschäfte am 23. September 1982.
Sarkis starb 1985 in der Schweiz im Alter von 61 Jahren. Er war nicht verheiratet.